# Toxorhina infuscula
Toxorhina infuscula är en tvåvingeart som beskrevs av Alexander 1962. Toxorhina infuscula ingår i släktet Toxorhina och familjen småharkrankar. Inga underarter finns listade i Catalogue of Life.